# Awatar (rzeczywistość wirtualna)

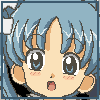
Awatar bitmapowy (anime)

Awatar – reprezentacja uczestnika komunikacji (zwykle użytkownika komputera) w środowisku wirtualnym.
Nazwa ta pochodzi od sanskryckiego słowa avatāra, oznaczającego w hinduizmie wcielenie bóstwa, które zstępuje z nieba na ziemię w postaci śmiertelnej – ludzkiej, zwierzęcej lub mieszanej.
Awatar przyjmuje rozmaite formy – od niewielkiej grafiki rastrowej (bitmapowej), często bardzo uproszczonej lub symbolicznej, pojawiającej się np. przy komunikatach wysyłanych na fora dyskusyjne i służącej łatwemu rozpoznawaniu ich zarejestrowanych uczestników, po bardzo złożone trójwymiarowe modele, reprezentujące postać w grze komputerowej lub rzeczywistości wirtualnej (jak np. Second Life, Entropia Universe lub There). Użytkownicy mogą nadać awatarowi – swojemu wirtualnemu wizerunkowi – imię i nazwisko lub nick oraz modelować ich wygląd, wybierając m.in. kolor włosów, fryzurę, kolor oczu, wzrost, wagę, sylwetkę, ubranie, płeć oraz cechy psychofizyczne wpływające na zachowanie awataru.